# Публий Корнелий Лентул Сура
Пу́блий Корне́лий Ле́нтул Су́ра (лат. Publius Cornelius Lentulus Sura; родился, по одной из версий, в 114 году до н. э. — казнён 5 декабря 63 до н. э., Рим, Римская республика) — древнеримский политический деятель из патрицианского рода Корнелиев Лентулов, консул 71 года до н. э. В 70 году до н. э. был исключён из сената за безнравственность. Стал участником заговора Катилины и был казнён без суда.

## Происхождение
Публий Корнелий принадлежал к знатному и разветвлённому патрицианскому роду Корнелиев. Первый известный из источников носитель когномена Лентул был консулом в 327 году до н. э., и в дальнейшем Лентулы регулярно попадали в Капитолийские фасты. Консул 71 года до н. э. предположительно был внуком Публия Корнелия Лентула, занимавшего консульскую должность в 162 году до н. э. Отцом Публия-младшего, согласно гипотезе Фридриха Мюнцера, мог быть тот Публий Лентул, которого упоминает Аппиан как брата Луция Юлия Цезаря и легата во время Союзнической войны (правда, есть мнение, что в этом случае произошла ошибка переписчика и что в действительности речь идёт о Квинте Лутации Катуле).

## Биография
Учитывая в совокупности даты претуры и консулата Публия Корнелия, а также требования закона Виллия о возрастных порогах для магистратур, рождение Суры может быть датировано примерно 114 годом до н. э. Свою политическую карьеру он начал, в соответствии с традицией, с квестуры (в 81 году до н. э.); перед ним и его коллегой Луцием Триарием отчитался о своей деятельности квестор предыдущего года Гай Веррес. В это время Римом правил диктатор Луций Корнелий Сулла, который фактически назначал магистратов. Согласно Плутарху, в конце квесторского года Сулла на заседании сената обвинил Лентула в растрате, а тот «вышел вперед, с видом презрительным и безразличным, и объявил, что отчета не даст, но готов показать голень, — так делают мальчишки, когда, играя в мяч, промахнутся». После этого Публий Корнелий и получил прозвище Сура (от лат. Sura — «голень»).
Известно, что Лентула дважды привлекали к суду, но приговор в обоих случаях был оправдательным. Даты неизвестны. В источниках сохранились подробности только об одном из этих процессов: Публий подкупил часть судей, и, когда оказалось, что голосов за оправдание на два больше, «жаловался, что вышла бесполезная трата — ему, дескать, было бы достаточно и большинства в один голос».
Ещё при Сулле, то есть до 78 года до н. э., Лентул Сура получил известность как оратор. В 75 или 74 году до н. э. он занимал должность претора, а в следующем году в качестве проконсула управлял Сицилией. В 71 году до н. э. Публий Корнелий был консулом вместе с незнатным плебеем Гнеем Ауфидием Орестом. Годом позже цензоры Гней Корнелий Лентул Клодиан и Луций Геллий Публикола, пересматривая списки сенаторов, исключили оттуда 64 человека, и в их числе оказался Лентул Сура; официальным обоснованием этого стало его безнравственное поведение.
Позже, чтобы вернуться в сенат, Публий во второй раз выдвинул свою кандидатуру в преторы на 63 год до н. э. и победил на этих выборах. Не позже осени 63 года он уже состоял в заговоре Катилины, объединившем ряд нобилей с нереализованными претензиями на власть. Заговорщики планировали совершить переворот, отменить долги и провести проскрипции, а Лентул, по данным Саллюстия, претендовал на исключительные полномочия. Он утверждал, что по Сивиллиным книгам трём представителям рода Корнелиев уготована царская власть, причём двое — Луций Корнелий Цинна и Луций Корнелий Сулла — её уже получали, а третьим должен стать он сам.
Переход к решительным действиям заговорщики запланировали на конец октября: сулланские ветераны во главе с Гаем Манлием должны были поднять восстание в Этрурии, а Катилина, Лентул и прочие — перебить своих врагов в Риме. Но об этих планах стало известно одному из консулов, Марку Туллию Цицерону, так что открытое выступление пришлось отложить. Ночью на 6 ноября в доме Марка Порция Леки на улице Серповщиков состоялось тайное совещание заговорщиков, на котором было решено уже на следующий день убить Цицерона, а потом поджечь город, спровоцировав таким образом массовые беспорядки; но покушение было сорвано. 7 ноября на заседании сената Цицерон открыто обвинил Катилину в подготовке к мятежу, и тот был вынужден уехать из Рима к Гаю Манлию. Другие заговорщики остались в городе. Лентул Сура как единственный консуляр был их лидером, что очень навредило делу Катилины: Публий был человеком нерешительным, и на роль руководителя больше подходил Гай Корнелий Цетег.
В целом планы не изменились: заговорщики должны были убить Цицерона, поджечь город и открыть ворота армии Манлия. Цетег настаивал на немедленном выступлении, но Лентул настоял на 17 декабря (возможно, это было связано со слишком медленным набором войск в Этрурии). В первые дни декабря Публий Корнелий попытался привлечь на свою сторону галльское племя аллоброгов, и это сыграло роковую роль: письма к аллоброгам попали в руки Цицерона, став стопроцентными доказательствами вины Лентула, Цетега и прочих. 3 декабря заговорщиков привели на заседание сената (Публия Корнелия, действующего магистрата, привёл лично Цицерон, занимавший более высокую должность). Сенаторы, убедившись, что на письмах подлинные печати, постановили взять Лентула и остальных под стражу, а в их домах провести обыски; были найдены арсеналы с оружием.
Известно, что вольноотпущенники и клиенты Лентула Суры хотели его освободить с помощью насилия, но этот план не был осуществлён. 5 декабря состоялось заседание, на котором решалась судьба заговорщиков. Первым взял слово избранный на следующий год консулом Децим Юний Силан, предложивший смертную казнь. Другие выступавшие по очереди поддерживали Силана, но претор будущего года Гай Юлий Цезарь предложил приговорить катилинариев к пожизненному заключению в разных городах Италии. Под воздействием его речи другие ораторы, включая Силана, изменили своё первоначальное мнение; наконец, Марк Порций Катон призвал собравшихся к решительным действиям и потребовал смертной казни. Его выступление стало решающим.
Заговорщиков сразу после заседания отвели в Мамертинскую тюрьму и там задушили. Цицерон сообщил об этом собравшейся толпе с помощью всего одного слова — vixerunt («отжили»), — что вызвало всеобщий восторг.

## Семья
Публий Корнелий был женат на Юлии, дочери Луция Юлия Цезаря (консула 90 года до н. э.) и внучке Марка Фульвия Флакка (консула 125 года до н. э.). Эта матрона была вдовой Марка Антония Кретика, от которого родила трёх сыновей, в том числе будущего триумвира Марка Антония. Последний, по данным античных авторов, ненавидел Цицерона в том числе из-за своей любви к отчиму. Собственных детей у Лентула Суры не было.

## Оценки
Согласно Саллюстию, Катилина, узнав о казни своих сторонников в Риме, сказал солдатам: «Вы, конечно, знаете, какое огромное бедствие принесли и нам, и самому Лентулу его беспечность и трусость». Цицерон, всегда старавшийся демонстрировать беспристрастность, говорит о способностях Публия Корнелия и его «находчивости в речах», но в то же время упоминает его «бесстыдство» и «бесчестность». В трактате «Брут», написанном в 46 году до н. э., Цицерон говорит, что Лентул «скрывал вялость своей мысли и речи благородным выражением лица, искусными и привлекательными телодвижениями, приятным и сильным голосом; то есть во всем, кроме исполнения, он был совершенно бессилен».
Плутарх пишет, что Публий Корнелий был человеком «отчаянным от природы», которого к тому же «распалили подстрекательства Катилины».

## Образ в литературе
- «Спартак», Рафаэлло Джованьоли, исторический роман, 1874 год